# Steven Shane McDonald
Pour les articles homonymes, voir McDonald.
Steven Shane McDonald, né le 24 mai 1967 à Hawthorne (Californie), est un guitariste et bassiste de rock américain. 
Membre fondateur du groupe punk hardcore Off! dont il est membre de 2009 à 2021, il est aussi le bassiste des Melvins depuis 2015. 

## Biographie
Steven McDonald commence sa carrière en 1978, alors que lui et son frère Jeff McDonald (en) ont respectivement 11 et 14 ans. À cette époque, ils vivent à Hawthorne, en Californie, et découvrent la musique underground à travers les magazines Creem et Rock Scene. Leur véritable inspiration pour la musique punk rock débute avec Black Flag. Malgré leur âge, The Flag les ajoute à leur liste de membres. Peu de temps après, ils forment le groupe Redd Kross et présentent leur premier spectacle intitulé Red Cross à la remise des diplômes de huitième année d'un de leurs camarades de classe. 
McDonald produit un album de The Format, Dog Problems (en), sur lequel il joue de la basse et chante des chœurs. Plus tard, il produit et conçoit le premier album de Fun Aim and Ignite où il joue de la basse sur certains titres et participe aux chœurs. Il est également l'un des différents membres du groupe sur l'album original Tenacious D, avec Dave Grohl, le claviériste Page McConnell (en) de Phish, le guitariste Warren Fitzgerald (en) avec les chanteurs du groupe Jack Black et Kyle Gass. Il apparait avec le groupe sur Mad TV jouant Lee et Tribute. McDonald figure également brièvement à la basse dans le projet parallèle Trainwreck de Kyle Gass en 2002 et 2003, sous le pseudonyme Slim Watkins, avant d'être remplacé par John Spiker.
À l'été 2002, il enregistre des lignes de basse sur deux chansons de l'album White Blood Cells des White Stripes. Le New York Times, Entertainment Weekly et d'autres médias remarquent ce travail et McDonald décide d'ajouter des basses sur toutes les chansons. La nouvelle création est mise en ligne et peut alors être télécharger gratuitement. Il appelle ce projet artistique Redd Blood Cells. Le projet atteint un pic de 60 000 téléchargements en une seule journée, provoquant une panne du serveur à cause du trafic. 
En 2006, MacDonald rejoint Sparks en tournée pour soutenir leur album Hello Young Lovers. 
McDonald rejoint les Melvins en 2015. Il enregistre quatre chansons avec le groupe, qui ont d'abord été publiées sur l'EP War Pussy en édition limitée et plus tard incluses sur l'album Basses Loaded. Leur premier album complet avec McDonald, un double album intitulé A Walk with Love & Death, est sorti le 7 juillet 2017.
McDonald a co-écrit Embrace the Rub avec sa femme Anna Waronker de That Dog et Josh Klinghoffer des Red Hot Chili Peppers.

## Discographie

### Redd Kross
- Red Cross (1980 ; EP)
- Born Innocent (1982)
- Teen Babes from Monsanto (1984; EP)
- Neurotica (1987)
- Third Eye (1990)
- Phaseshifter (1993)
- Show World (1997)
- Researching the Blues (2012)
- Beyond the Door (2019)[8]

### Off!
- First Four EPs (2010)
- Off! (2012)
- Wasted Years (2014)

### Melvins
- Basses Loaded (2016)
- A Walk with Love & Death (2017)
- Pinkus Abortion Technician (2018)
- Five Legged Dog (2021)